# Scotopteryx nigra
Scotopteryx nigra là một loài bướm đêm trong họ Geometridae.